# Route nationale 539
Die N539 war von 1933 bis 1973 eine französische Nationalstraße, die zwischen der N93 südlich von Die und der N75 südlich des Col de la Croix-Haute verlief. Ihre Länge betrug 35,5 Kilometer.